# The Thing We Love
The Thing We Love er en amerikansk stumfilm fra 1918 af Lou Tellegen.

## Medvirkende
- Wallace Reid - Rodney Sheridan
- Kathlyn Williams - Margaret Kenwood
- Tully Marshall - Henry D. Kenwood
- Mayme Kelso
- Charles Ogle - Adolph Weimer